# Undibacterium jejuense
Undibacterium jejuense es una bacteria gramnegativa del género Undibacterium. Fue descrita en el año 2014. Su etimología hace referencia a la isla Jeju, en Corea del Sur. Es aerobia y móvil por flagelo polar. Tiene un tamaño de 0,6-0,8 μm de ancho por 1,8-3,4 μm de largo. Forma colonias traslúcidas, convexas y de color cremoso en agar R2A tras 48 horas de incubación. No crece en agar LB, NA, TSA ni MacConkey. Catalasa negativa y oxidasa positiva. Temperatura de crecimiento entre 10-33 °C, óptima de 28 °C. Se ha aislado de suelo forestal en la isla Jeju, en Corea del Sur. 